# Spenningstjärnen
Spenningstjärnen är en sjö i Arvidsjaurs kommun i Lappland och ingår i Byskeälvens huvudavrinningsområde. Sjön har en area på 0,154 kvadratkilometer och ligger 405,1 meter över havet.

## Delavrinningsområde

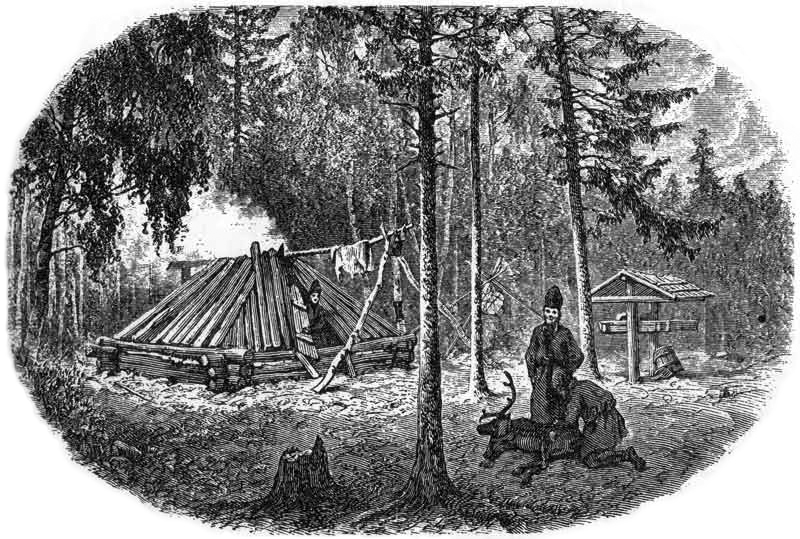
Lotten von Düben tog i juli 1871 ett fotografi av Maria Nilsdotters sommarkåta vid Spenningstjärnen som sedan användes som förlaga för detta träsnitt.

Spenningstjärnen ingår i det delavrinningsområde (730590-163884) som SMHI kallar för Mynnar i Byskeälven. Medelhöjden är 424 meter över havet och ytan är 8,19 kvadratkilometer. Det finns inga avrinningsområden uppströms utan avrinningsområdet är högsta punkten. Vattendraget som avvattnar avrinningsområdet har biflödesordning 2, vilket innebär att vattnet flödar genom totalt 2 vattendrag innan det når havet efter 177 kilometer. Avrinningsområdet består mestadels av skog (98 procent). Avrinningsområdet har 0,16 kvadratkilometer vattenytor vilket ger det en sjöprocent på 1,9 procent.